# Марија Бубањ
Марија Бубањ (Београд, 28. јун 1968), позната и као Violin Lady, српско-америчка је виолинисткиња и виолисткиња из Чикага.

## Биографија
Марија Бубањ је рођена у Београду. У њему је одрасла и, уз очеву подршку, развила љубав према виолини већ са седам година, а онда и према виоли са шеснаест. Завршила је земунску Музичку школу „Коста Манојловић” и Академију уметности Универзитета у Новом Саду, после чега се одселила у Чикаго. На тамошњем Колеџу сценских уметности Универзитета „Рузвелт” (енгл. Chicago College of Performing Arts, Roosevelt University) магистрирала је 1997. године, настављајући да се усавршава у два смера – као музичар и инструктор виолине и виоле.
Наступа показујући таленат за различите жанрове и њен репертоар укључује класику, џез, поп, рок, танго и филмску музику, али и српску староградску. Предавала је на Колеџу „Колумбија” у Чикагу (енгл. Columbia College Chicago), чиме је утрла пут ка посвећеној педагошкој каријери. Поседује сертификат за музичку едукацију „сузуки” методом. Бави се и истраживањем ширег утицаја музике на човека, посебно на његов мозак, и заступа холистички приступ.
Вишедеценијско искуство омогућило јој је да своје знање преноси и на млађе нараштаје, па су они којима је била инструктор достигли успехе вредне свог ментора побеђујући на разним такмичењима и уписујући престижне факултете. Један од њих је имао прилику да своје умеће покаже и на специјалном догађају који је 2016. године у Белој кући организовала тадашња Прва дама Сједињених Америчких Држава Мишел Обама.
Међународно призната музичарка Ким Динелт (енгл. Kim Diehnelt) компоновала је 2011. године гудачки квартет „Ariel” и посветила га Марији Бубањ. Сама ауторка ово дело описује као „живописан, живахан гудачки квартет који карактерише експресивност и енергија виоле”.
Данас она води свој студио и реализује едукативни онлајн-програм „Confident Violinist”, настао за време пандемије ковида 19, намењен заљубљеницима у музику широм света.
Увршћена је у „Енциклопедију националне дијаспоре”, коју уређује Иван Калаузовић Иванус.